# Jakub Jasiński (generał)

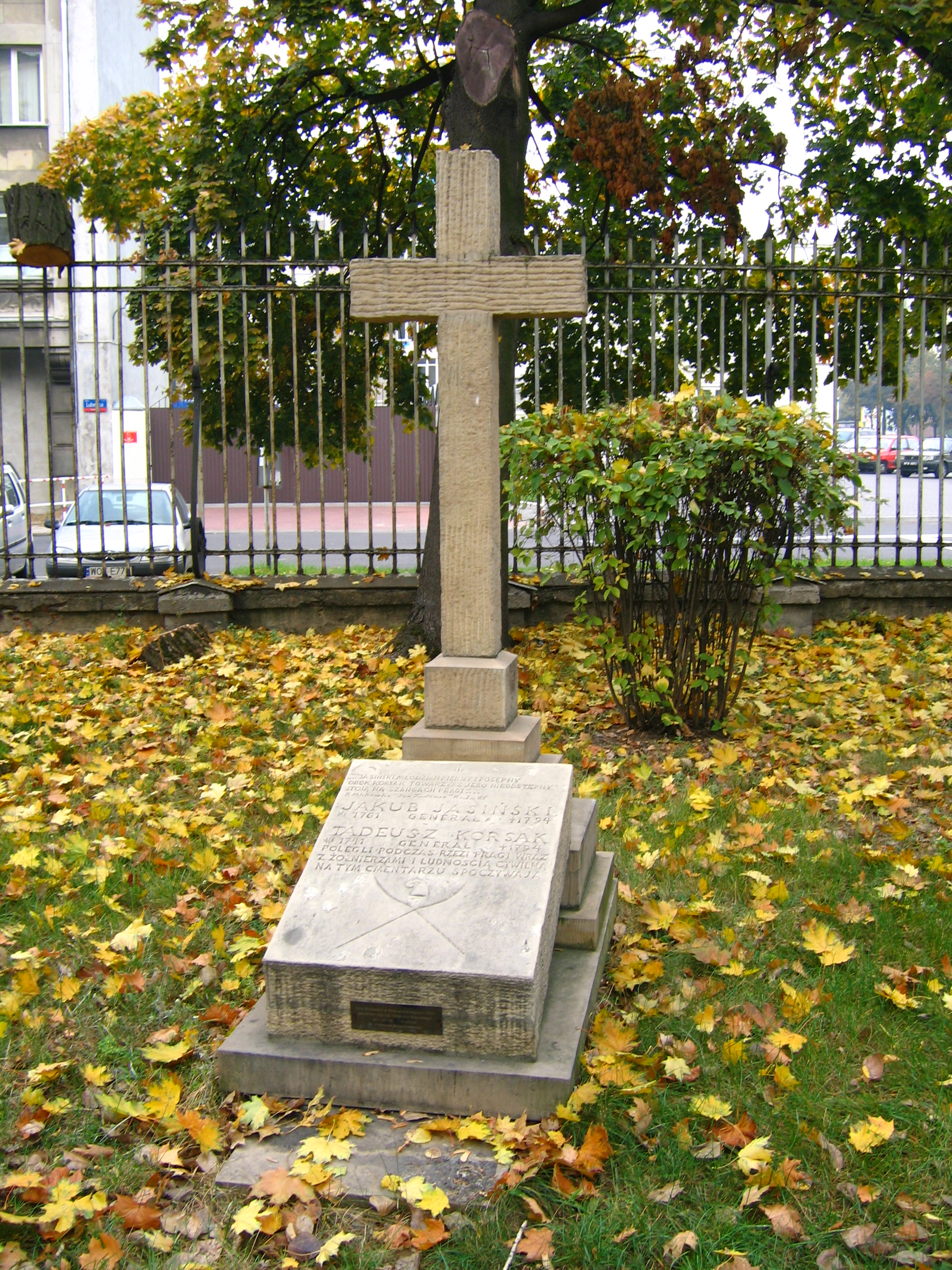
Grób Jakuba Jasińskiego na Kamionku

Jakub Krzysztof Ignacy Jasiński inna forma nazwiska: Jasieński herbu Rawicz (ur. 24 lipca 1761 w Węglewie, zm. 4 listopada 1794 w Warszawie) – generał lejtnant wojsk litewskich, działacz polityczny, poeta, inżynier, członek Rady Narodowej Litewskiej w 1794 roku. 

## Dzieciństwo
Urodził się 24 lipca 1761 w Węglewie (ochrzczony w wieku 2 lat w Pyzdrach w dniu 11 czerwca roku 1763), jako syn Pawła, dzierżawcy wójtostwa w Pyzdrach, byłego porucznika chorągwi wojewodzica smoleńskiego Jana Sapiehy, i Franciszki Kościelskiej (według ustaleń archiwalnych Wojciecha Józefa Skowrońskiego). Dzieciństwo spędził w Pyzdrach, a następnie trafił do Wielenia nad Notecią, posiadłości Sapiehów, dokąd przenieśli się Jasińscy po spaleniu Pyzdr przez wojska rosyjskie latem roku 1768.
Brat Ignacy (ur. 1772 w Wieleniu) był podporucznikiem (1793) Korpusu Artylerii Litewskiej, walczył w powstaniu kościuszkowskim; po jego upadku wstąpił do Legionów Polskich formowanych we Włoszech, wysłany później na San Domingo, tam popełnił samobójstwo otoczony przez murzyńskich powstańców (lipiec 1803).

## Nauka i służba w czasie pokoju
W roku 1773 (8 października), dzięki protekcji Sapiehów, został przyjęty na koszt królewski do Szkoły Rycerskiej zwanej Korpusem Kadetów, w której wyszkolono go na inżyniera wojskowego (szkołę ukończył w roku 1780) i ukształtowano na patriotę. W Korpusie Jasiński zapoznał się z systemami fortyfikacji i umocnień polowych budowanych z wykorzystaniem terenu. Opanował budownictwo koszar i mostów, poznał zasady miernictwa i kartografii. Poznał też zasady walki i dowodzenia oddziałami. Od 1783, już jako oficer Korpusu, został wykładowcą i wychowawcą na uczelniach wojskowych w Warszawie, pełniąc jednocześnie stanowisko podbrygadiera 4. brygady.
W 1784 został zwolniony z wojska i z rekomendacji gen. Franciszka Woyny, dowódcy Korpusu Kadetów do listopada 1787, pracował w latach 1785–1787 jako guwerner synów Franciszka Piotra Potockiego, starosty szczerzeckiego, przebywając kolejno w Boćkach na Podlasiu i w Warszawie. W tym okresie napisał między innymi Chciało się Zosi jagódek. Tworzył liryki patriotyczne i rewolucyjne. Studiował dzieła Jana Jakuba Rousseau i Woltera.
W 1788 roku rozpoczął obrady Sejm Czteroletni. W tym czasie Jakub Jasiński wrócił do wojska, pełnił służbę w Warszawie, potem w Wilnie. Popierał program Stronnictwa Patriotycznego. W 1789 roku Stanisław August Poniatowski powierzył Jasińskiemu (posiadającemu stopień wyższego kapitana i brygadiera szlacheckiego Korpusu Kadetów) zorganizowanie Korpusu Inżynierów Wielkiego Księstwa Litewskiego w Wilnie, którego szefem został Kazimierz Nestor Sapieha – marszałek konfederacji litewskiej na Sejm Czteroletni. Oprócz organizacji Korpusu Jasiński rozwinął na początku 1790 roku system szkolenia. Za zasługi w organizacji Korpusu został awansowany do pułkownika (15 stycznia 1790) i powołany na jej czynnego komendanta. W maju roku 1791 Jasiński został skierowany do prac przy Kanale Królewskim, łączącym Dniepr z Bugiem poprzez Prypeć.

## Wojna polsko-rosyjska
27 kwietnia 1792 w Petersburgu podpisano akt konfederacji, który ogłoszono w Targowicy (pod fałszywą datą 14 maja). Znosił on postanowienia Konstytucji 3 Maja. 18 maja wojska rosyjskie wkroczyły w granice Rzeczypospolitej. Jasiński w tym czasie był na Białorusi, gdzie prowadził rozpoznanie topograficzne granicy z Rosją w celu opracowania map militarnych, a także sporządzał plany obronne miast i trasy przemarszu wojsk. Przez całą kampanię uczestniczył w randze pułkownika w wojnie polsko-rosyjskiej jako szef inżynierii w obozie gen. Józefa Judyckiego w rejonie Mińska i Brześcia, gdzie zasłużył się jako inżynier i odznaczył w bitwie pod Mirem i w obronie Brześcia. 11 czerwca pod Mirem dowodził oddziałem rozpoznawczym i dzięki właściwej ocenie przeciwnika doprowadził do wycofania wojsk w kierunku Nieświeża, a następnie do Grodna i dalej do Brześcia, przez co zostały ocalone siły własne Polaków. Jasiński przygotował Brześć do obrony. Główny wysiłek skupił na pracach fortyfikacyjnych i budowie mostu (drugi most na Bugu). Umocniono zamek i przyczółek mostowy oraz redutę nad Starym Muchawcem. Przygotował miasto do walk ulicznych. 23 lipca rozegrała się bitwa o Brześć. Przewaga wojsk rosyjskich spowodowała konieczność opuszczenia miasta. Za obronę Brześcia został płk Jasiński odznaczony Krzyżem Kawalerskim Virtuti Militari.
Po starciu brzeskim i bitwie pod Grannem armia litewska, cofając się do Warszawy, dołączyła pod Glinkami do Korpusu Rezerwowego gen. Arnolda Byszewskiego. 24 lipca król przeszedł na stronę konfederacji targowickiej, co wywołało niezadowolenie wojska. 27 lipca Stanisław August wydał rozkaz zabraniający armiom litewskim wstępu do stolicy. Jasiński przekazał dowództwo nad Korpusem Kadetów Michałowi Sokolnickiemu, a sam wyjechał do Warszawy.

## Korpus Inżynierów i konspiracja
Jasiński uważał, że służba jest potrzebna ojczyźnie i trzeba sposobić się do walki. Podporządkował się nowym władzom i służył nadal w wojsku. 27 sierpnia 1792 roku złożył przysięgę na wierność konfederacji targowickiej. W styczniu 1793 wrócił do Wilna i ponownie objął dowództwo nad Korpusem Inżynierów. Był członkiem Komisji Wojskowej Wielkiego Księstwa Litewskiego z nominacji konfederacji targowickiej w 1793 roku.
W Warszawie, Krakowie i Wilnie w tym czasie powstały ośrodki walki z zaborcą. Jasiński pozorował lojalność wobec zaborcy, nawiązał jednak kontakty z patriotami warszawskimi i zaczął przygotowywać ludzi do walki. W połowie kwietnia władze carskie wpadły na ślady konspiracji. Uprzedzony ukrył się w Antokolu, skąd w przebraniu kontaktował się z oficerami 7 pułku piechoty w Wilnie.

## Powstanie kościuszkowskie
Podczas insurekcji kościuszkowskiej 1794 organizacja powstania w Wilnie spoczęła w jego rękach. Podzielił spiskowców na kilka oddziałów i postawił im zadania. W nocy z 22 na 23 kwietnia powstańcy wykonali atak na rosyjski garnizon wileński. Walka zakończyła się pełnym zwycięstwem, aresztowano ok. tysiąca oficerów i żołnierzy carskich. Jasińskiemu powierzono komendę miasta i utworzono w Wilnie Najwyższą Radę Tymczasową Zastępczą Wielkiego Księstwa Litewskiego. W trzecią rocznicę Konstytucji 3 Maja płk. Jasińskiemu powierzono „generalną komendę siły zbrojnej narodowej Księstwa Litewskiego”. W następnym dniu Jasiński wydał odezwę do szerokich rzesz społeczeństwa, wzywając do walki o niepodległość. Na wieść o zbliżaniu się do Wilna oddziałów rosyjskich, na czele dwutysięcznego wojska i tysiąca powstańców 7 maja wyruszył naprzeciw nieprzyjacielowi. Stoczył bitwę z przeważającym przeciwnikiem pod Polanami. Bitwa nie została rozstrzygnięta, jednak oddalono zagrożenie od Wilna. Za zasługi w insurekcji wileńskiej Jasiński został 11 maja 1794 mianowany generałem lejtnantem.

### Służba generalska
Jasiński planował dalszą mobilizację ludności na Litwie i Białorusi. Zwerbował ok. 6 tys. rekruta dymnego, uruchomił produkcję prochu i ludwisarnie. Był zwolennikiem walki w sposób rewolucyjny, tzn. opierając się na chłopskich masach. To wywołało nienawiść i intrygi przeciwko Jasińskiemu. W wyniku fałszywych oskarżeń i donosów uznano go za niebezpiecznego rewolucjonistę typu Robespierre’a (miał przeprowadzić egzekucje targowiczan w Wilnie, a pod koniec powstania postulować m.in. stracenie króla). 21 maja, w wyniku proklamacji Tadeusza Kościuszki, został zdjęty z funkcji Naczelnego Wodza wojsk litewskich i wyznaczony na jednego z dowódców korpusów razem z gen. Pawłem Grabowskim i Antonim Chlewińskim. 4 czerwca Wodzem Naczelnym został wyznaczony gen. Michał Wielhorski. Mimo doznanej krzywdy gen. Jasiński pozostał w armii litewskiej, okazując lojalność wobec gen. Wielhorskiego. Wielhorski dowodził z Wilna, Jasiński pozostawał z wojskami. 26 czerwca stoczył nierozstrzygniętą bitwę pod Sołami z korpusami generałów Nikołaja Zubowa i Bennigsena (siły rosyjskie około 5 tys. żołnierzy i 16 armat, siły litewskie – około 4 tys. żołnierzy i kosynierów). W bitwie wykazał duże zdolności dowódcze. Po tej bitwie złożył dymisję. Po wyjaśnieniu intryg został przez Kościuszkę 15 lipca wyznaczony na dowódcę Dywizji Nadnarwiańskiej, w której rozwinął szeroką działalność patriotyczną. Dywizja ochraniała pogranicze żmudzkie i nadnarwiańskie i prowadziła działania osłonowe. Podczas spotkania z Kościuszką w obozie gen. Stanisława Mokronowskiego Jasiński został 29 września wyróżniony złotą obrączką nr 37 z wygrawerowanym napisem: Ojczyzna Obrońcy Swemu.

### Odwrót i śmierć
W związku ze zbliżaniem się wojsk Aleksandra Suworowa (około 24 tys. żołnierzy i 82 działa) Kościuszko zarządził odwrót na Warszawę. Jasiński opuścił Grodno i po trzech tygodniach marszu i kilku stoczonych bitwach nad Narwią 10 października przybył do Warszawy i zajął obronę na Pradze. W Warszawie toczył się spór polityczny o kierownictwo nad powstaniem i jego dalsze losy. Jasiński był zwolennikiem odsunięcia przeciwników powstania od władzy i poparł Hugona Kołłątaja w jego dążeniu do kontynuowania walki opierając się na ludzie. Wojska powstańcze liczyły 13 637 ludzi i zostały podzielone na 3 fronty. Gen. Jasiński został wyznaczony na dowódcę frontu północnego – od Wisły do Targówka. Frontem wschodnim dowodził gen. Józef Zajączek, prawego frontu broniły wojska ppłk. Władysława Jabłonowskiego.
4 listopada Suworow przypuścił szturm Pragi. Atak, mimo bezwzględności, nieoszczędzania cywilów przez wojska rosyjskie, został odparty. Za następnym szturmem Rosjanie zdobyli szańce. Zajączek nakazał Jasińskiemu odwrót, ten jednak odpowiedział: „Po co rozpaczać w tej chwili, kiedy nas tylu gotowych do walki. Hańba z bitwy uchodzić”. Pod naporem wroga Polacy wycofali się ku Wiśle. Gen. Jasiński zginął w obronie bastionu Zwierzyńca, ostatniego punktu oporu. Do godziny dziewiątej wojska Suworowa zdobyły Pragę. Oznaczało to koniec powstania kościuszkowskiego.
Został pochowany w Warszawie na cmentarzu Kamionkowskim (zachowała się jedynie pamiątkowa płyta).

## Osiągnięcia, twórczość, wzmianki, opracowania
Został odznaczony Orderem Virtuti Militari.
Twórczość Jasińskiego obejmuje dzieła malarskie, dzieła polityczne, wiersze satyryczne, bajki, piosenki (np. Chciało się Zosi jagódek...), poematy heroikomiczne w stylu wolteriańskim (np. Sprzeczki z 1788 lub 1791, wydanie pełne 1869). Istotne znaczenie mają utwory polityczne o charakterze rewolucyjnym i patriotycznym, m.in.: Wiersz w czasie obchodzonej żałoby przez dwór polski po Ludwiku XVI (z 1793, wyd. 1831) oraz Do narodu (z 1794, wyd. 1831).

### Twórczość
1. Do Stefana Batorego, powst. 1787 (według J. Kelery), ogł.: Poema o Zamoyskim, „Tygodnik Wileński”, t. 8 (1819), s. 159 i n.; przedr. zobacz: Wydania zbiorowe (w rękopisach występuje pod różnymi tytułami)
2. Kij krzywy, powst. 1787 (według J. Kelery), Pamiętnik Warszawski 1805, s. 387; wyd. następne: Rozmaitości (Lwów) 1822, nr 70; (A. M. Pietkiewicz) w: Wybór poezji z pisarzy polskich, t. 2, Wilno 1835, s. 230; zobacz: Wydania zbiorowe; J. Kott, A. Ważyk w: Wiersze, które lubimy. Antologia, Warszawa 1951; wyd. krytyczne, uzupełnione fragm. opuszczonymi w wyd. poprzednim, ogł. J. Kelera w: Poezja J. Jasińskiego, Wrocław 1952, „IBL. Studia Historyczno-Literackie” nr 11; przedr. J. Kott w: Poezja polskiego Oświecenia. Antologia, Warszawa 1954; wyd. 2 Warszawa 1956
3. Do Boga, powst. około 1789–1792 (według J. Kelery), z rękopisu Biblioteki PAN Kraków, sygn. 1281, ogł. J. Kelera w: Poezja J. Jasińskiego, Wrocław 1952, „IBL. Studia Historyczno-Literackie” nr 11; przedr. J. Kott w: Poezja polskiego Oświecenia. Antologia, Warszawa 1954; wyd. 2 Warszawa 1956
4. Kwestarz, powst. około 1789–1792 (według J. Kelery), ogł. J. Kelera w: Poezja J. Jasińskiego, Wrocław 1952, „IBL. Studia Historyczno-Literackie” nr 11
5. Qui pro quo, powst. około 1789–1792 (według J. Kelery), ogł. J. Kelera w: Poezja J. Jasińskiego, Wrocław 1952, „IBL. Studia Historyczno-Literackie” nr 11; fragm. uzupełnił J. W. Gomulicki, „Nowe Książki” 1959, nr 9
6. Ciańcia. Poema żartobliwe, powst. około 1789–1792; zachowaną pieśń pierwszą i część drugiej ogł. „Tygodnik Wileński”, t. 8 (1819), s. 321; przedr. J. Kelera w: Poezja J. Jasińskiego, Wrocław 1952, „IBL. Studia Historyczno-Literackie” nr 11
7. Sprzeczki. Poema żartobliwe w 6 pieśniach, powst. około 1791–1792 (według J. Kelery; według R. Wołoszyńskiego około 1788–1789); fragm. „Tygodnik Wileński”, t. 8 (1819), s. 48 i n.; całość zobacz: Wydania zbiorowe; pieśń pierwszą przedr. K. Bartoszewicz w: Księgi humoru polskiego, t. 2, Petersburg 1898; fragmenty przedr. „Echo Krakowa” 1948, nr 236; J. Kott w: Poezja polskiego Oświecenia. Antologia, Warszawa 1954; wyd. 2 Warszawa 1956; J. W. Gomulicki, „Nowe Książki” 1959, nr 9; autograf: Biblioteka PAN Kraków, sygn. 1280
8. Wiersz w czasie obchodzonej żałoby przez dwór polski po Ludwiku XVI, powst. 1793, „Kurier Polski” 1831, nr 386; przedr.: zobacz Wydania zbiorowe; J. Kott w: Poezja polskiego Oświecenia. Antologia, Warszawa 1954; wyd. 2 Warszawa 1956; liczne współczesne odpisy rękopiśmienne, m.in. w Ossolineum, sygn. 905/II
9. Do exulantów polskich o stałości, Grodno 1793; przedr.: zobacz Wydania zbiorowe; J. Horoszkiewicz w: Pieśni z muzyką, Kraków (1898); J. Kott w: Poezja polskiego Oświecenia. Antologia, Warszawa 1954; wyd. 2 Warszawa 1956
10. Wypis z ksiąg moralnych Wielkiego Good, filozofa indyjskiego, wiernym swoim za regułę życia podanego, powst. 1793, rękopis: Biblioteka Jagiellońska, sygn. 2970, s. 129–131; fragmenty ogł. W. Dzwonkowski: T. Kościuszko, Warszawa 1917, s. 76; przedr. H. Mościcki: J. Jasiński, Kraków 1948 (formalnie jest to naśladownictwo dzieła angielskiego Ph. D. Chesterfielda, przekł. polski z roku 1767: Filozof indyjski albo sposób uszczęśliwienia życia ludzkiego w społeczności...; faktycznie utwór jest zaszyfrowanym katechizmem sprzysiężenia wileńskiego), na autorstwo Jasińskiego wskazali: H. Mościcki: Generał Jasiński..., Warszawa 1917, s. 116; B. Leśnodorski: Polscy jakobini, Warszawa 1960, „Studia i Materiały z Dziejów Polski w Okresie Oświecenia” nr 3, s. 153–156, 535
11. Z okazji listu Igelströma do ministra wojennego, w którym odwołuje się do Boga i dobrej sprawy monarchini swojej (wiersz), „Gazeta Narodowa Wileńska” 1794, nr 7; przedr. W. Włoch w: Polska elegia patriotyczna w dobie rozbiorów, Kraków 1916, s. 123 (autorstwo Jasińskiego ustalił B. Leśnodorski: Polscy jakobini, Warszawa 1960, „Studia i Materiały z Dziejów Polski w Okresie Oświecenia” nr 3, s. 18, 500)
12. Do narodu, powst. 1794, wyd. K. L. Królikowski Bard oswobodzonej Polski, t. 2, Warszawa 1831; przedr.: J. Horoszkiewicz w: Pieśni z muzyką, Kraków (1898); H. Mościcki „Tygodnik Ilustrowany” 1917, nr 19; H. Mościcki: Generał Jasiński i powstanie kościuszkowskie, Warszawa 1917 i wyd. następne; J. Nowak-Dłużewski w: Poezja powstania kościuszkowskiego, Kielce 1946; J. Kott w: Poezja polskiego Oświecenia. Antologia, Warszawa 1954; wyd. 2 Warszawa 1956; przekł. rosyjski: W. Lewik: K narodu w antologii: Polskaja poezija, t. 1, Moskwa 1963
13. O wojsku, fragmenty wyd. zobacz Wydanie zbiorowe (rozprawa zachowana we fragmentach)
14. Odezwa... do narodu litewskiego, „Gazeta Wolna Warszawska” 1794, nr 16, s. 229
15. Odezwa do Rosjan (ułożona na sesji Rady Litewskiej 2/15 maja 1794), druk ulotny (Muzeum Narodowe Kraków, zbiór Popielów, sygn. NI 53160); rękopis: Ossolineum, sygn. 3054/I, k. 41 wskazuje autora; przekł. francuski: „Journal historique de Varsovie” 1794, nr 9, s. 115–116.

Szereg odezw w „Gazecie Narodowej Wileńskiej” 1794, pozostającej pod wpływem Jasińskiego, wyszło prawdopodobnie spod jego pióra. Ponadto drobne utwory, powstałe od roku 1783, opublikowane w Wydaniu zbiorowym oraz w czasopismach: „Nowy Pamiętnik Warszawski” (1802, 1805), „Pamiętnik Warszawski” (1816), „Tygodnik Ilustrowany” (1885, t. 1, nr 105), „Tygodnik Wileński” (1819–1820), „Zabawy Przyjemne i Pożyteczne” (1804, t. 2, s. 102, t. 3 s. 100; 1806, t. 5, s. 108). Kilka wierszy jako utwory T. K. Węgierskiego ogłoszone w wyd. zbiorowym tego poety: Wiersze różne, Warszawa 1803; Pisma wierszem i prozą, Lwów 1882; kilka wierszy z rękopisu ogł. J. Kelera w: Poezja J. Jasińskiego, Wrocław 1952, „IBL. Studia Historyczno-Literackie” nr 11; bajkę Wrona ogł. J. W. Gomulicki „Nowe Książki” 1957, nr 20; szereg wierszy przedrukowano w antologiach Kotta i Ważyka. Rękopisy Jasińskiego znajdowały się w Bibliotece PAN Kraków, sygn. 1280–1281; Ossolineum 1745/I. Ponadto w bibliotekach polskich i byłego ZSRR istniały liczne rękopisy zawierające kopie wierszy Jasińskiego.

### Przekłady
- C. J. Dorat: List Barnaweta do Trumana, swego przyjaciela, z więzienia, przekład powst. w latach 1780–1783 (według J. Kelery; według R. Wołoszyńskiego raczej około roku 1793), wyd. z przedmową S. Jabłońskiego, Warszawa 1816; wyd. następne: Pokuta dwóch zbójców, to jest list Zbójnickiego, wyd. G. Gizewiusz, Olsztynek 1848 (utwór Dorata jest przeróbką sztuki G. Lille, napisanej w roku 1731).

### Wydania zbiorowe
- Pisma... generała inżynierii, wyd. K. W. Wójcicki, Kraków 1869; wyd. niepełne (zawartość m.in.: Twórczość poz. 1-2, 7-9, 13).

### Listy i materiały
- Do P. Potockiej z 16 maja 1785; do P. Potockiego z lat 1786–1788, fragmenty ogł. E. Kipa: Materiały do biografii J. Jasińskiej, „Przegląd Historyczny” 1949 (1950), s. 306–320; przedr. w: „Studia i szkice historyczne”, Wrocław 1959
- Do S. Potockiego, rękopis: Archiwum Główne Akt Dawnych (Archiwum Wilanowskie, sygn. 264: Listy znakomitych w Polsce osób, w czasie Sejmu Czteroletniego do S. Potockiego pisane); list ze Słonimia z 13 czerwca 1792 ogł. E. Kipa „Pamiętnik Literacki”, rocznik 42 (1951), zeszyt 2, s. 482
- Do generała moskiewskiego mającego komendę w Wilnie, z roku 1794, „Gazeta Wolna Warszawska” 1794, nr 46, s. 607 (dod.)
- Kilka listów do T. Kościuszki, M. Wielhorskiego i innych oraz odpowiedzi z rękopisu ogł. H. Mościcki: Generał Jasiński i powstanie kościuszkowskie, Warszawa 1917 i wyd. następne
- Od H. Kołłątaja, rękopisy: Biblioteka Narodowa (BOZ, Teki Trębickiego: Teka Jasiński-Kościuszko); fragm. listu z 12 maja 1794 cytuje W. Tokarz: Insurekcja warszawska, Lwów 1934; wyd. 2 Warszawa 1950, s. 76
- Metryki rodziny Jasińskich: ślubu rodziców Jakuba, chrztu Jakuba oraz jego brata Wojciecha; z dokumentów Archiwum Diecezjalnego we Włocławku ogł. W. Skowroński: W sprawie pochodzenia generała J. Jasińskiego, „Studia i Materiały do Dziejów Wielkopolski i Pomorza”, t. 5, zeszyt 1 (1959), s. 329–334; (tu także wyciągi z innych dokumentów rodziny Jasińskich)
- Raport urzędowy gen. lejt. Jasińskiego o potyczce pod Sołominą dnia 25 Junii z Moskwą zaszłe, „Gazeta Narodowa Wileńska” 1794, nr 17 i wyd. osobne.

Ponadto instrukcje i raporty Jasińskiego znajdowały się w: Bibliotece Zamoyskich, Bibliotece Jagiellońskiej, Bibliotece Kórnickiej, Bibliotece Publicznej Wilna (Archiwum Prozorów); niektóre z nich cytował w swej monografii H. Mościcki.

### Wzmianki
Postać Jakuba Jasińskiego jest przywołana w I Księdze Pana Tadeusza Adama Mickiewicza. Mickiewicz miał też poświęcić Jasińskiemu sztukę w języku francuskim Jacques Jasiński, ou les deux Polognes (Jakub Jasiński albo dwie Polski), która nie została dokończona.

### Opracowania monograficzne
- H. Mościcki: Generał Jasiński i powstanie kościuszkowskie, Warszawa 1917; wyd. następne skróc. i zmienione: J. Jasiński, Kraków 1948, „Biblioteka Historyczna” nr 4, [Rec.: A. Skałkowski, „Kwartalnik Historyczny” 1922, s. 190]
- J. Kelera: Poezja J. Jasińskiego. Zarys monograficzny, Wrocław 1952, „IBL. Studia Historyczno-Literackie” nr 11, [Rec.: M. Dobrowolski, „Wiedza i Życie” 1953, nr 4].

### Inne opracowania
- Irena Łossowska. Recepcja literacka obrony i rzezi Pragi. „Napis”. II, s. 118–125, 1995. Warszawa. [dostęp 2018-01-03].

## Jakub Jasiński w pamięci potomnych

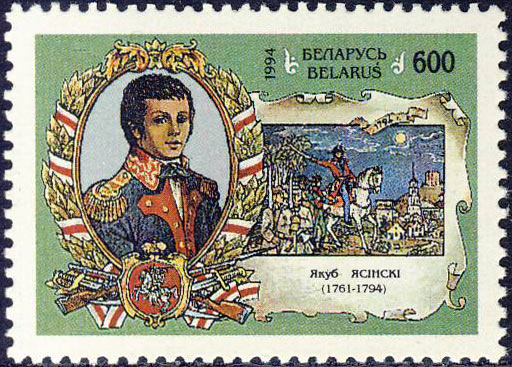
Białoruski znaczek pocztowy z 1994 z wizerunkiem Jakuba Jasińskiego

Według Jacka Kaczmarskiego Jakub Jasiński był jego przodkiem od strony matki jego ojca. Tak o nim napisał Kaczmarski w Drzewie genealogicznym: żołnierz-poeta, co za Kościuszki szyi chciał biskupów, magnatów.

### Imię Jakuba Jasińskiego
Imię generała Jakuba Jasińskiego noszą (nosiły):
- uczelnie i jednostki wojskowe:
  - 2 Inowrocławski pułk komunikacyjny (istniejący od 1 lipca 1995)[13]
  - Wyższa Szkoła Oficerska Inżynierii Wojskowej we Wrocławiu (istniejąca do 1994)
  - 3 Pułk Saperów im. gen. Jakuba Jasińskiego w Dębicy (istniejący do 2002)
  - Centrum Szkolenia Wojsk Inżynieryjnych i Chemicznych we Wrocławiu (istniejące od 2009)[14]
- jednostki harcerskie:
  - 17 Warszawska Drużyna Harcerska – najstarsza na warszawskiej Pradze, obecnie Szczep 17 Warszawskich Drużyn Harcerskich i Gromad Zuchowych (od 1914 do dziś)
  - 1 Sierpecka Drużyna Harcerska, późniejsza 98 Mazowiecka Drużyna Harcerzy w Sierpcu
  - w przeszłości (od 1926) Jakub Jasiński był bohaterem Hufca Harcerzy Praga oraz przedwojennej 7 Wileńskiej Drużyny Harcerzy
- szkoły:
  - przedwojenne IV Miejskie Gimnazjum Męskie w Warszawie, ul. Skaryszewska 8 (zlikwidowane w 1950)
  - Szkoła Podstawowa nr 258 w Warszawie, ul. Brechta 8
  - LXXII Liceum Ogólnokształcące w Warszawie, ul. Grochowska 346/348
  - V Liceum Ogólnokształcące we Wrocławiu, ul. Kuronia 14
- imprezy kulturalne:
  - Praski Konkurs Poezji Patriotycznej i Obywatelskiej im. gen. Jakuba Jasińskiego

### Miejsca związane z Jakubem Jasińskim
- grób na dawnym cmentarzu kamionkowskim w Warszawie
- pomniki i tablice pamiątkowe:
  - pomnik na terenie Centrum Szkolenia Wojsk Inżynieryjnych i Chemicznych we Wrocławiu, ul. Obornicka 108 (prof. Konstanty Machajski, 1974)
  - replika powyższego pomnika przy V Liceum Ogólnokształcącym we Wrocławiu, ul. Grochowa 13 (prof. Konstanty Machajski, 1978). Wykonana z granitu, o wysokości 2,7 m i z tablicą na cokole o treści Generał Jakub Jasiński 1761-1794
  - krzyż ofiar rzezi Pragi, Warszawa-Praga, ul. Jagiellońska, w pobliżu cerkwi św. Marii Magdaleny
  - głaz z napisem 1794-1994 Obrońcom szańców i ofiarom rzezi Pragi w dwusetną rocznicę mieszkańcy Pragi Warszawa 4 XI 1994 r. przy katedrze św. Michała Archanioła i św. Floriana Męczennika, Warszawa, pl. Weteranów 1863 r.
  - tablica na zachodniej zewnętrznej ścianie konkatedry Matki Boskiej Zwycięskiej, na Kamionku, Warszawa, ul. Grochowska
- ulice noszące imię gen. Jakuba Jasińskiego w Polsce: w Warszawie (w sąsiedztwie Szpitala Praskiego (Przemienienia Pańskiego), w Aleksandrowie Łódzkim, Chorzowie, w Częstochowie, Gliwicach, Inowrocławiu, w Krakowie, Legnicy, Lublinie, Lubrańcu, w Łodzi, Mielcu, Ostrowi Mazowieckiej, Piasecznie, Przemyślu, Radomiu, Rawie Mazowieckiej, Rudzie Śląskiej, Rzeszowie, Sanoku, w Świdnicy, Tczewie, Zielonej Górze, Żurawicy
- ulice poza obecnymi granicami Polski: w Mołodecznie (Białoruś, вул. Якуба Ясінскага), w Wilnie na Starym Mieście w Wilnie (Jokūbo Jasinskio gatvė, prowadząca do mostu w stronę Zwierzyńca), w Kownie (Litwa, Jokūbo Jasinskio gatvė)
- fort „Jasińskiego” (do 1921 fort Śliwickiego) – jeden z fortów Twierdzy Warszawa